# Brendan Fraser

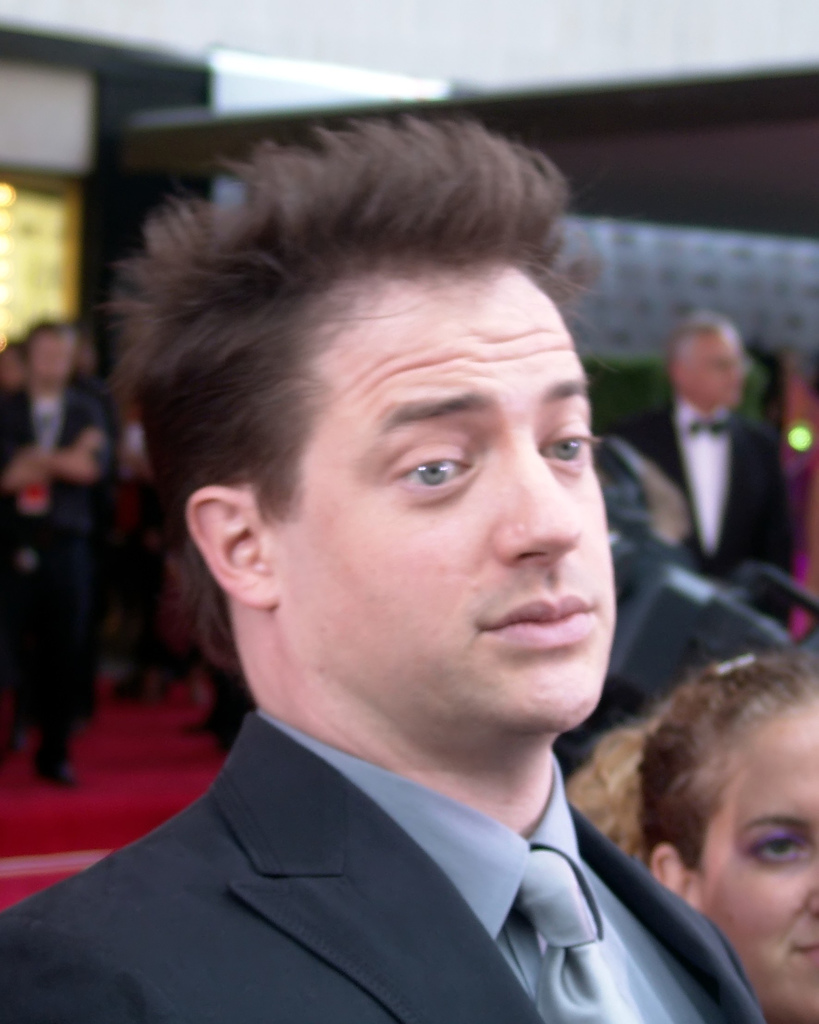
Fraser în 2007

Brendan Fraser James (n. 3 decembrie 1968, Indiana, SUA) este un actor canadiano-american de film și de teatru. Fraser l-a portretizat pe Rick O'Connell în seria de filme Mumia (1999, 2001 și 2008) și este cunoscut pentru rolurile sale principale în producții importante fantastice și de comedie ale Hollywoodului, printre care Encino Man (1992), George of the Jungle (1997), Dudley Do-Right (1999), Monkeybone (2001), Looney Tunes: Back in Action (2003), Journey to the Center of the Earth (2008) sau Inkheart. De asemenea a interpretat numeroase roluri dramatice, ca de exemplu în Crash (2004) sau The Quiet American (2002).
Cariera sa actoricească a încetinit de la sfârșitul anilor 2000 până la mijlocul anilor 2010 din cauza performanțelor slabe la box office și a diverselor probleme de sănătate și personale, inclusiv consecințele unui atac sexual comis împotriva lui în 2003 de Philip Berk, președintele de atunci al Hollywood Foreign Press Association. Pe lângă filme, Fraser a apărut în televiziune cu roluri în serialul dramatic Showtime The Affair (2016–2017), în serialul FX Trust (2018) sau în serialul Max Doom Patrol (2019–2023).

## Biografie
S-a născut la Indianapolis, Indiana, părinții lui fiind canadieni.

## Filmografie
- My Old School (1991)
- Guilty Until Proven Innocent (1991)
- Dogfight / Petrecerea urâtelor (1991)
- Child of Darkness, Child of Light (1991)
- School Ties / Codul de onoare (1992)
- Encino Man / Aventuri din epoca rock-ului (1992)
- Younger and Younger / O afacere de familie (1993)
- Twenty Bucks / Bancnota de 20 dolari (1993)
- Son in Law / Un ginere de împrumut (1993)
- Fallen Angels / Crime perfecte (1993)
- With Honors / Magna cum laude (1994)
- The Scout (1994)
- In the Army Now / În armată (1994)
- Airheads / Rockerii atacă radioul (1994)
- The Passion of Darkly Noon / Patimile lui Darkly Noon (1995)
- Now and Then / Acum și atunci (1995)
- Glory Daze / Ultima strigare (1995)
- Twilight of the Golds (1996)
- Dudley Do-Right (1999)
- Adolescentul atomic (1999)
- Mumia (1999)
- Mumia revine (2001)
- Monkeybone (2001)
- Povești din L.A. (2004)
- Mumia: Mormântul Împăratului Dragon (2008)
- Călătorie spre centrul Pământului (2008)
- Inkheart (2008)
- Frații (2024)